# برنیه-کوردون
برنیه-کوردون (به فرانسوی: Brégnier-Cordon) یک کمون در فرانسه است که در canton of Belley واقع شده‌است.

## خصوصیات
برنیه-کوردون ۱۱٫۰۵ کیلومترمربع مساحت و ۷۴۶ نفر جمعیت دارد و ۲۲۶ متر بالاتر از سطح دریا واقع شده‌است.